# Compagnie du chemin de fer de Tours à Nantes
La Compagnie du chemin de fer de Tours à Nantes est une société anonyme constituée le 17 décembre 1845 pour reprendre la concession du chemin de fer de Tours à Nantes. Le 27 mars 1852, la Compagnie du chemin de fer de Tours à Nantes cède ses activités à la Compagnie du chemin de fer de Paris à Orléans.

## Histoire
La Compagnie du chemin de fer de Tours à Nantes est constituée, au capital de 40 millions de francs, par statuts dressés par Me Lejeune, notaire à Paris, approuvés par ordonnance du 17 décembre 1845, à la suite de l'adjudication passée par Mackenzie, Dufeu, O'Neill, Drouillard, Lacroix-Saint-Pierre, Leroy et Surville.
Cette compagnie construisit et exploita jusqu'en 1852 la ligne reliant Tours à Nantes, laquelle fait désormais partie de la ligne de Tours à Saint-Nazaire.
Le 27 mars 1852, la Compagnie du chemin de fer de Tours à Nantes, la Compagnie du chemin de fer d'Orléans à Bordeaux, la Compagnie du chemin de fer du Centre et la Compagnie du chemin de fer de Paris à Orléans fusionnent en prenant le nom de cette dernière.

## Personnalités liées
- Alexandre Goüin, banquier de la compagnie.
- Jacques-Aimé Meffre, adjucataire des travaux de construction des stations pour le service de la compagnie.
- Victor Forquenot de La Fortelle (1817-1885), ingénieur du matériel.
- Charles Joly-Leterme.